# Adrian Borland
Adrian Kelvin Borland (Londen, 6 december 1957 - Londen, 26 april 1999) was een Brits zanger, muzikant en muziekproducent die vooral bekend werd als frontman van The Sound. Toen The Sound in 1987 uiteenging, ging Borland alleen verder. De aan depressies lijdende Borland pleegde in april 1999 zelfmoord.

## Beginjaren
Adrian Kelvin Borland werd geboren op 6 december 1957 in Engeland. Hij was de zoon van Bob en Win Borland. Op de middelbare school leerde Borland Graham 'Green' Bailey kennen, de latere bassist van The Sound. Borland vormde The Outsiders met percussionist Adrian Janes en bassist Bob Lawrence. Ze produceerden zelf hun debuutalbum, Calling On Youth op het label Raw Edge. The Outsiders brachten tevens een EP uit, One To Infinity, en een tweede elpee, getiteld Close Up. Kort daarna verlieten Lawrence en Janes de band. Bailey voegde zich bij de band als bassist, en de manager stelde Mike Dudley voor als percussionist. Toetseniste Bi Marshall werd ook lid en zo ontstond The Sound. De band zou The Sound blijven heten tot zijn einde in 1987.

## The Sound
Het geluid van The Sound werd eerst gekenmerkt door Marshalls gebruik van de klarinet en de saxofoon. Dit is op het compilatiealbum Propaganda goed te horen. Na het debuutalbum van The Sound, Jeopardy, verliet Marshall de band echter, om te worden vervangen door toetsenist Max Mayers. Borland ontpopte zich tot de kern van de band. Hij was de leadzanger, de enige gitarist en voornaamste songwriter. Al snel volgde in 1981 het tweede album, From the Lions Mouth. Het geluid van The Sound nam een grote wending met de verschijning van All Fall Down. De muziek werd elektronischer en bij enkele nummers werd een drumcomputer gebruikt. Het succes bleef echter, tot Borlands frustratie, uit: The Sound brak alleen door in Nederland en in mindere mate Italië. The Sound zou nog twee lp's maken, Heads and Hearts en Thunder Up, voor de band in 1987 opgeheven werd, onder andere vanwege Adrians depressie. Borland zou zich later de schuld geven van het einde van The Sound. In 1986 werd er een ziekte bij Borland geconstateerd waardoor hij soms innerlijke stemmen hoorde en regelmatig depressief kon worden. Op 6 december 1987 (verjaardag van Adrian) gaf The Sound, wat later zou blijken, hun laatste concert in Jongerencentrum 'De Boerderij' in Zoetermeer. Borland stapte halverwege het concert doodleuk van het podium, het publiek in verwarring achterlatend.

## Andere projecten

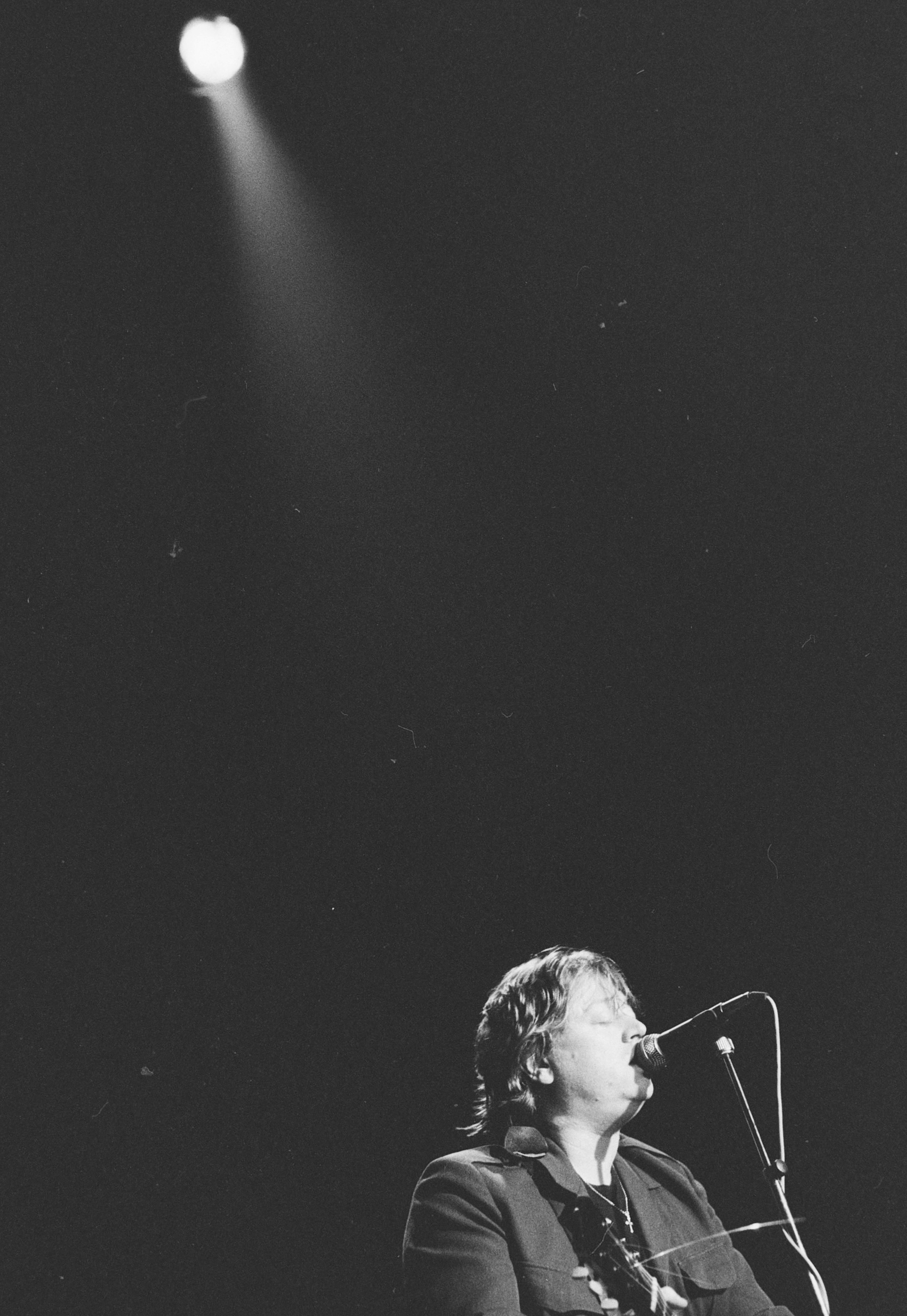
Borland (1997)

Terwijl hij nog in The Sound zat, vormde Borland ook een muziekduo met Sound-bassist Graham 'Green' Bailey: Second Layer. Hiermee maakte Borland meer donkerdere en meer experimentele new wave. Toen The Sound opgeheven werd, richtte Borland onder het pseudoniem Joachim Pimento een band op: The Honolulu Mountain Daffodils, waarmee hij experimentele rock maakte tot 1991. Daarnaast ging Borland ook solo verder. In 1989 bracht hij zijn eerste solo-album, Alexandria, uit. Dit album en het daaropvolgende album werden gemaakt onder Adrian Borland and The Citizens. Overige albums zijn gemaakt onder de naam, Adrian Borland. Hoewel de albums, Alexandria en Brittle Heaven positieve kritieken kregen bleef ook hier het succes uit. In deze tijd woonde Borland in Nederland, in Haarlem. Hier ontmoette hij Carlo van Putten. Samen met Van Putten richtte Borland de band, White Rose Transmission op. Borland was lid van de band en produceerde ook de albums die de band maakte. Naast White Rose Transmission produceerde Borland nog meer albums (onder andere van: Into Paradise en Dole).

## Laatste dagen en dood

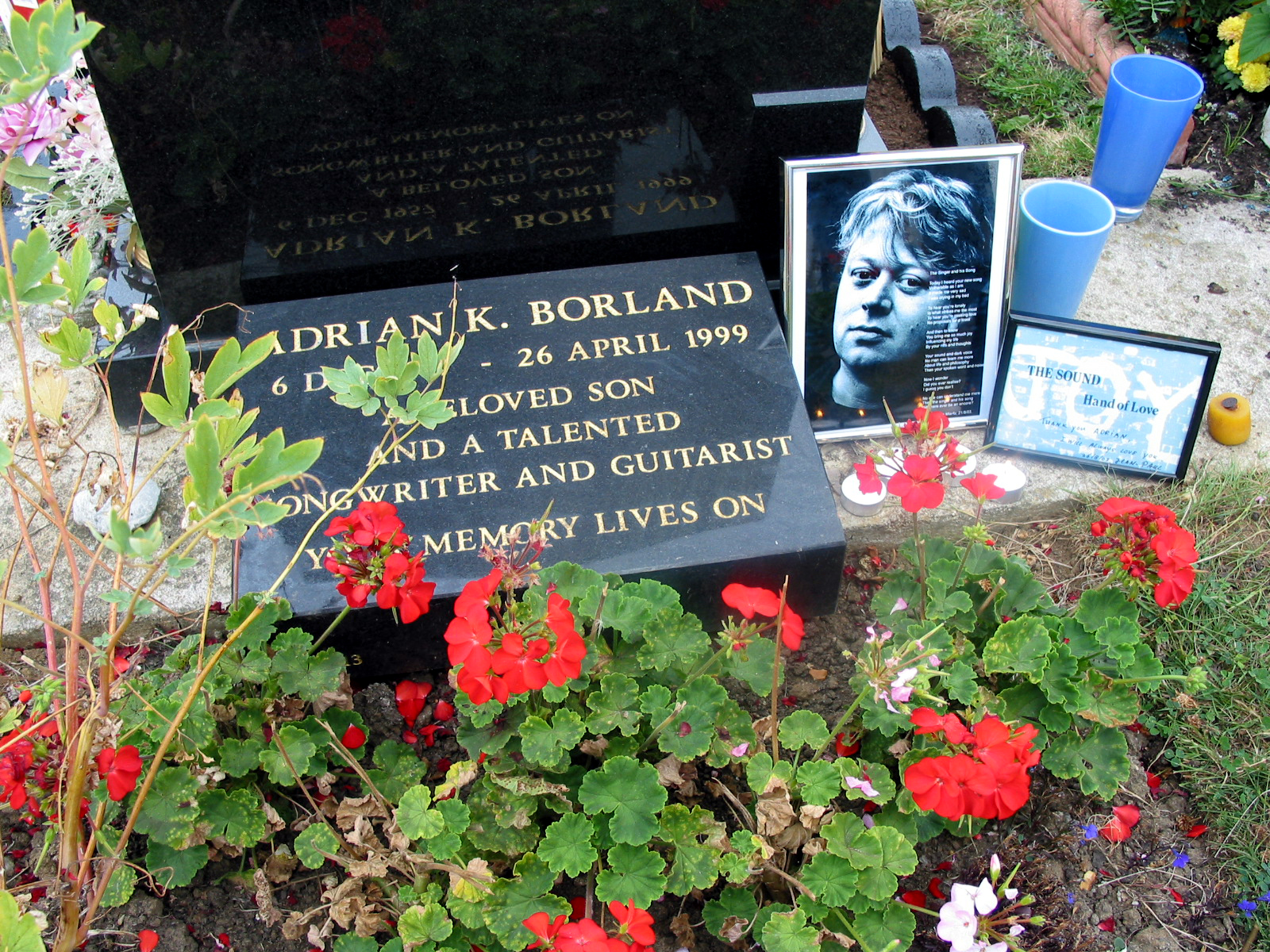
Gedenkplaats Adrian Borland op Morden Cemetry, London

Ten tijde van zijn dood werkte Borland aan zijn solo-album, Harmony and Destruction. Hoewel Borland met goede moed aan het album begon te werken, verviel hij gaandeweg weer in een depressie. Hij maakte toen vaak een depressieve indruk in de studio. Ook vertoonde Borland tekenen van paranoia. Hij zei op straat een keer tegen een agent dat hij achtervolgd werd. Ook bezocht hij enkele keren zijn ex-vriendin, op wie hij ook een trieste indruk maakte. Door zijn depressie zou Borland weer medische zorg nodig hebben, wat hij absoluut niet wilde. Een aantal dagen voor zijn dood verdween Borland spoorloos. Hij werd als vermist opgegeven. De avond voor zijn dood werd hij gevonden in een restaurant, waar hij weer stemmen meende te horen. De politie bracht hem naar het huis van zijn ouders. Borland was toen in zeer slechte toestand. Bij zijn ouders maakte Borland ook een zeer depressieve indruk. Hij liet zelfs doorschemeren dat hij dood wilde. Zijn ouders raadden hem medische zorg aan. Borland wist hen te overtuigen daarmee te wachten tot zijn solo-album af was. Vroeg in de morgen van 26 april 1999 verliet Borland het huis van zijn ouders. Hij nam een bus naar het spoorwegstation van Wimbledon. Daar pleegde hij zelfmoord door voor een trein te springen. Hij werd begraven op het Morden Cemetery in Londen.

## Na zijn dood
Het akoestische album Last Days Of The Rain Machine werd in 2000 postuum uitgebracht. Het album Harmony & Destruction dat ten tijde van Borlands dood nog niet af was, werd in 2002 uitgebracht. Het kreeg om dit feit de bijnaam, The Unfinished Journey. In de jaren 90 had Borland enkele opnames gemaakt die hij niet goed genoeg vond om op album uit te brengen. Een producer besloot deze nummers op te pimpen om ze alsnog uit te brengen. Het resultaat was The Amsterdam Tapes. Ook werden er na Borlands dood een reeks opnames van Sound-concerten uit de jaren 80 op CD uitgebracht.
Op IDFA 2016 ging de film 'Walking in the Opposite Direction' over het leven van Borland in wereldpremière. Op 12 september 2019 werd de film vertoond in Cultuurpodium Boerderij in Zoetermeer.

## Albums

### Met The Outsiders
Calling On Youth (1977)
Close Up (1978)

### Met The Sound
Jeopardy (1980)
From the Lions Mouth (1981)
All Fall Down (1982)
Shock of daylight (1984 - 6 track-minialbum)
Heads and Hearts (1985)
In The Hothouse (livealbum) (1986)
Thunder Up (1987)

### Met Second Layer
World of Rubber (1981)

### Met Honolulu Mountain Daffodils (als Joachim Pimento)
Guitars Of The Oceanic Overgrowth (1987)
Tequila Dementia (1988)
Aloha Sayonara (1991)

### Met White Rose Transmission
WRT (1995)
700 Miles Of Desert (1999)

### Met Adrian Borland and The Citizens
Alexandria (1989)
Brittle Heaven (1992)

### Solo
Beautiful Ammunition (1994)
Cinematic (1995)
5:00 AM (1997)
Last Days Of The Rain Machine (postuum) (2000)
Harmony and Destruction (postuum) (2002)
The Amsterdam Tapes (postuum) (2006)
- Biblioteca Nacional de España: XX1287848
- Bibliothèque nationale de France: cb14022387b (data)
- Gemeinsame Normdatei: 134653777
- International Standard Name Identifier: 0000 0000 5934 4642
- Library of Congress Control Number: no2004038957
- MusicBrainz: 7ba9565d-dc78-4616-b1c2-9c6191d3b5cc
- Virtual International Authority File: 12504501
- WorldCat: E39PBJtCDmmyh3md4X6QT3cpT3